# Cartoon Italia
Cartoon Italia - Associazione delle Aziende Italiane di Animazione è una associazione senza fini di lucro, che ha lo scopo di promuovere l'animazione in Italia e all'estero, con sede a Milano.
(Francesco Manfio, 29-10-2008)

## Storia
Nel maggio del 1997 le aziende operanti nel comparto della realizzazione e produzione di audiovisivi in animazione hanno deciso di riunirsi in un'associazione di categoria, Cartoon Italia. L'associazione nasceva con lo scopo prioritario di contribuire allo sviluppo in Italia di un settore che cominciava ad avere un peso sul mercato internazionale. Il bisogno di inserirsi in modo significativo in un mercato sempre più connotato da elementi di transnazionalità e la convinzione che fosse necessario creare un organo di rappresentanza hanno spinto i produttori italiani verso indispensabili trasformazioni, tra cui quella di unirsi in un'associazione di categoria.
Consapevole delle potenzialità di sviluppo dell'animazione Italiana, Cartoon Italia opera sin dalla sua costituzione per sostenere, promuovere e tutelare gli interessi delle imprese associate. Cartoon Italia ha instaurato importanti rapporti con enti pubblici e privati, altre associazioni di categoria, università, reti televisive, ed è oggi il referente unico per l'animazione anche per iniziative di settore quali festival, mercati, incontri e convegni.
Il lavoro di Cartoon Italia in questi anni ha dato risultati positivi e oggi è sempre più forte nei produttori la consapevolezza di dover cooperare per poter tutelare e promuovere efficacemente l'intero settore, oltre che per accrescere la qualità della creatività e della produzione italiane, ottenendo il riconoscimento che meritano.

## Scopi
Fra gli scopi dell'associazione:
- Riunire i produttori e i realizzatori di audiovisivi animati, per aiutare lo scambio gnoseologico e la raccolta di risorse.
- Contribuire alla tutela degli interessi delle imprese italiane, anche mediante la ideazione e l'impegno verso proposte di legge.
- Promuovere altresì lo sviluppo artistico e professionale delle industrie di animazione italiane.
- La cura di un codice etico e deontologico per tutti gli associati.
- Stilazione di parametri di riferimento in merito a qualità e costi delle produzioni, senza obblighi forzosi nei confronti degli associati.
- Incentivare accordi economici e sindacali.
- Favorire l'accesso al credito bancario, e all'assistenza assicurativa.
- Risolvere possibili controversie fra associati.
- Organizzare convegni.
- Edizione di bollettini, documenti multimediali o audiovisivi promozionali.
- Promozione di corsi di formazione professionale.
- Cura del patrimonio e della gestione associativa.

## Iniziative recenti
Stati generali dell'animazione italiana. Per una nuova “TV dei ragazzi” (aprile 2011):
Venerdì 8 aprile 2011, nell'ambito del festival internazionale Cartoons on the Bay, Cartoon Italia ha organizzato una conferenza per parlare dello stato dell'animazione italiana e dei rapporti del mondo dell'animazione con la Rai.
È stata l'occasione per discutere di tutto ciò tra produttori, autori e dirigenti della televisione pubblica, alla presenza del presidente della RAI Paolo Garimberti e del Ministro della Gioventù Giorgia Meloni.
Incontro sull'animazione italiana (dicembre 2010):
Il primo di una serie di incontri aventi lo scopo di approfondire lo studio del settore “Animazione” e di riflettere sul suo ruolo culturale ed economico. Il 3 dicembre 2010 presso la sede di Cartoon Italia sono intervenuti alcuni “amici” provenienti da diversi ambiti quali la pubblicità, il licensing, la distribuzione, docenti universitari e semiologi, per aiutarci a ragionare sui temi più diversi connessi con il nostro lavoro.
Accordo con la Provincia di Milano “CreaMi” (dicembre 2010):
È stato firmato un protocollo di intesa tra la Provincia di Milano e le imprese per la creazione di un hub creativo finalizzato a realizzare processi sinergici di conoscenza, innovazione ed imprenditorialità tra le imprese, i centri di ricerca e le università.
Contratto di servizio Ministero della Comunicazione/Rai:
Cartoon Italia ha contribuito ad ottenere anche per il prossimo triennio, una quota del 5% (sul totale degli investimenti per le produzioni audiovisive di RAI) a favore esclusivo del cartone animato.
Vetrina Cartoni italiani (marzo 2009 e 2010):
Venerdì 13 marzo 2009 i soci di Cartoon Italia hanno avuto la possibilità di presentare e promuovere i propri progetti per l'anno 2009 a Roma, di fronte ai responsabili delle maggiori emittenti televisive italiane.
Lo scopo della vetrina è stato di consentire ai responsabili delle televisioni di conoscere per tempo i progetti e conseguentemente poter decidere se dare al progetto il proprio appoggio e di permettere
alle società di produzione un dialogo con strutture che di solito dedicano poca attenzione al mondo dell'animazione.
Questa iniziativa è diventata un punto fermo delle attività dell'associazione ed è stata ripetuta anche nel 2010.
Progetto Workshop sull'Animazione (2007):
Nell'anno 2007 Cartoon Italia ha realizzato una serie di workshop, ognuno in una diversa location, con lo scopo di riunire ragazzi che già avessero avuto qualche competenza a livello di animazione a questo settore professionale, per un'esperienza di workshop creativo.

## Elenco associati
- Animoka Studios
- Beq Entertainment
- Cartobaleno
- Galactus
- Gertie
- Graphilm Entertainment
- Jinglebell Communication
- L&C
- Lastrego & Testa Multimedia
- Lynx Multimedia Factory
- Mad Entertainment
- Mash & Co.
- Melazeta
- Mupi Studio
- Onarts
- Primal Shape
- Rainbow
- Red Monk Studio
- Sattva Film Production & School
- Showlab
- Studio Campedelli
- Studio Pandora
- Square Postproduction
- Team Entertainment
- TILE Storytellers
- T-Rex Digimation
- Trion Pictures
- Vallaround Creative Contents

## Presidenti
- Presidente dal 1998 al 2008 è stato Pietro Campedelli, in rappresentanza dello Studio Campedelli
- Presidente dal 2008 al 2010 è stato Francesco Manfio, in rappresentanza di Gruppo Alcuni
- Presidente dal 2011 a luglio 2012 è stato Agostino Clemente, in rappresentanza della società Rainbow
- Da agosto 2012 è Presidente Franco Serra in rappresentanza della società Gertie.

Dal 1998 al 2001 è stato vicepresidente Pierluigi de Mas.

## Attività significative
- 24 ottobre 2008, Firenze. Incontro sull'animazione digitale per il Festival della Creatività.
- 1º novembre 2008, Lucca. Incontro sull'animazione digitale all'interno di Lucca Comics & Games.
- Accademia BDB - scuola di animazione prima, e anche di fumetto poi, patrocinata dall'Associazione, che ne riconosce i corsi.[2]